# Xantusia bezyi
Xantusia bezyi är en ödleart som beskrevs 2001 av Papenfuss, Macey och Schulte. Arten ingår i släktet Xantusia, och familjen nattödlor. IUCN kategoriserar arten globalt som livskraftig. Inga underarter finns listade.

## Utbredning
Xantusia bezyi förekommer endemiskt i Arizona i sydvästra USA. Den vistas där i klippiga områden.